# 백련교도의 난
백련교도의 난(白蓮敎徒－亂, 1796년 3월 - 1804년 8월)은 청나라 가경 연간에 일어난 대반란이다. 백련교의 신도가 대거 참가했기 때문에 그 명칭이 되었다. 사천성(四川省)(약칭 川)과 호북성(湖北省)(약칭 楚) 일대에서 벌어졌다 하여 천초교란(川楚教亂), 천초백련교기의(川楚白蓮教起義), 천초백련교기사(川楚白蓮教起事)라고도 한다.
반란의 주요 무대는 후베이성(湖北省), 쓰촨성(四川省), 산시성(陝西省) 3성이 접경을 이룬 크고 넓은 산악 지대였다. 이 지대는 청나라 초기 이후 화난(華南)·광둥(廣東) 등 인구가 조밀한 지방으로부터의 이주자가 많고, 일시적으로는 옥수수를 비롯한 잡곡 생산과 목재·광산업이 성황을 이루었다.
그러나 후일 청조의 행정·재정 지배가 시행되고, 시비법의 미발달에 따른 토지 생산력의 고갈도 현저해졌으므로 궁핍화된 민중 사이에 불온한 움직임이 뚜렷해졌다.
이러한 배경에서 백련교가 빈농과 반부랑자적(半浮浪者的) 노동자 사이에 퍼져 1796년 후베이 서북부의 봉기를 발단으로 하여 각지에서 반권력(反權力) 폭동을 일으켰다. 이 반란은 통일적인 조직, 목표, 지도자가 결여되어 있었으나, 교묘한 게릴라전으로 청조를 곤경에 몰아넣었다. 반란 진압의 공로자는 청조의 타락한 정규군이 아니고 오히려 지방의 ‘향용’이었다.
결국 청조는 묘족의 난(1806년 진압)까지 반란 진압에 막대한 전비(戰費)와 10년의 세월을 소비하고 심각한 재정 위기가 초래되었다.

## 참고 자료
- 이 문서에는 다음커뮤니케이션(현 카카오)에서 GFDL 또는 CC-SA 라이선스로 배포한 글로벌 세계대백과사전의 내용을 기초로 작성된 글이 포함되어 있습니다.